# 目的 (哲學)
目的，原意為目標、終點，目的論的字根即源自於此。在古希臘哲學中，這是個重要課題，亞里斯多德曾以此概念進行許多哲學討論。當亞里斯多德討論物理學、生物學與四因說時，皆採用這個觀點。